# BK Häcken
Bollklubben Häcken (oftest kaldet BK Häcken eller blot Häcken) er en svensk fodboldklub fra Göteborg. Klubben spiller i den svenske række, Allsvenskan og spiller sine hjemmekampe på Bravida Arena.
Klubben blev stiftet i 1940 og nåede Allsvenskan i 1983. Klubben vandt sit første svenske mesterskab i 2022.

## Danske spillere
- Stig Tøfting
- Mikkel Rygaard
- Kristoffer Lund
- Jacob Barrett Laursen

## Kendte spillere
- Tobias Hysén
- Kim Källström
- Janne Saarinen
- Stig Tøfting
- Alexander Farnerud